# Ygos-Saint-Saturnin
Ygos-Saint-Saturnin település Franciaországban, Landes megyében. Lakosainak száma 1344 fő (2022. január 1.). Ygos-Saint-Saturnin Arengosse, Garein, Geloux, Luglon, Ousse-Suzan, Saint-Martin-d’Oney és Villenave községekkel határos.

## Népesség
A település népessége az elmúlt években az alábbi módon változott:
| Lakosok száma | 1412 | 1282 | 1207 | 1091 | 1266 | 1308 | 1322 | 1337 | 1344 | 1344 |
|               | 1968 | 1982 | 1990 | 2006 | 2013 | 2015 | 2017 | 2019 | 2020 | 2022 |